# La Panadera
La Panadera es una localidad del estado mexicano de Aguascalientes. Es parte del municipio de Calvillo.

## Demografía
| Gráfica de evolución demográfica |
|                                  |

| Censo | Población |
| ----- | --------- |
| 1910  | 68        |
| 1921  | 95        |
| 1930  | 139       |
| 1940  | 130       |
| 1950  | 135       |
| 1960  | 123       |
| 1970  | 242       |
| 1980  | 656       |
| 1990  | 1 046     |
| 2000  | 1 189     |
| 2010  | 1 212     |
| 2020  | 1 464     |